# 670-talet f.Kr.

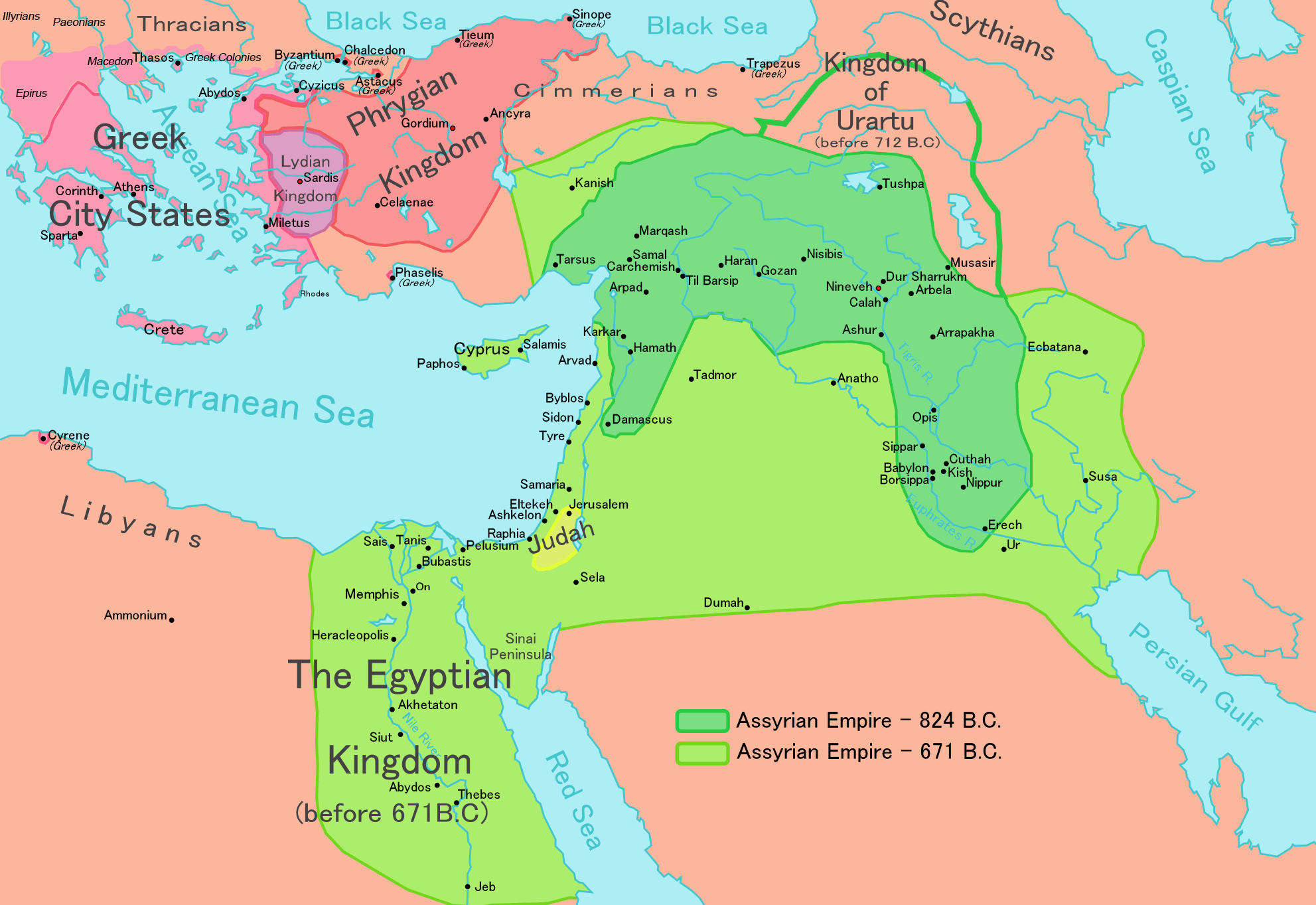
Assyriska riket 671 f.Kr. (mörk- och ljusgrönt)

## Händelser
- 677 f.Kr. – Esarhaddon leder den assyriska armén mot upproriska arabiska stammar och avancerar så långt som till Egypten.
- 676 f.Kr. – Zhou Hui Wang blir kung av den kinesiska Zhoudynastin.
- 675 f.Kr. – Esarhaddon börjar låta återuppbygga Babylon.
- 674 f.Kr. – Esarhaddon slår ner ett uppror i Ashkelon, som stöds av Egyptens farao Taharqa. Därför invaderar assyrierna Egypten, men Taharqa lyckas slå tillbaka dem.
- 672 f.Kr. – Tullus Hostilius blir Roms tredje kung.
- 671 f.Kr. – Esarhaddon invaderar återigen Egypten och erövrar såväl Memfis som ett antal medlemmar av den egyptiska kungafamiljen.

## Avlidna
- 677 f.Kr. – Zhou Li Wang, kung av den kinesiska Zhoudynastin.
- 673 f.Kr. – Numa Pompilius, Roms andre kung och efterträdare till Romulus.
- 670 f.Kr. – Mettius Fufetius, latinsk kung av Alba Longa.